# (4329) Miró
(4329) Miró es un asteroide perteneciente al cinturón de asteroides, descubierto el 22 de septiembre de 1982 por Laurence G. Taff desde el Laboratorio Lincoln, Socorro, Nuevo México.

## Designación y nombre
Designado provisionalmente como 1982 SX2. Fue nombrado Miró en honor al pintor y escultor español Joan Miró, utilizó cuerpos celestes como inspiración, para la creación de la serie "Constelaciones".

## Características orbitales
Miró está situado a una distancia media del Sol de 2,257 ua, pudiendo alejarse hasta 2,492 ua y acercarse hasta 2,023 ua. Su excentricidad es 0,103 y la inclinación orbital 5,863 grados. Emplea 1239 días en completar una órbita alrededor del Sol.

## Características físicas
La magnitud absoluta de Miró es 13,5.